# Ватанабе Такесі
Ватанабе Такесі (яп. 渡辺 毅, нар. 10 вересня 1972, Сідзуока —) — японський футболіст, що грав на позиції захисника.

## Клубна кар'єра
Грав за команду Касіва Рейсол.

## Виступи за збірну
Дебютував 1997 року в офіційних матчах у складі національної збірної Японії. У формі головної команди країни зіграв 1 матч.

## Статистика
Статистика виступів у національній збірній.
| Збірна Японії | Збірна Японії | Збірна Японії |
| Роки          | Ігри          | голи          |
| ------------- | ------------- | ------------- |
| 1997          | 1             | 0             |
| Усього        | 1             | 0             |

## Титули і досягнення
- Володар Кубка Джей-ліги: 1999